# Tribuno Memmo
Tribuno Memmo (døde 991) var den 25. doge i Venedig som beklædte posten fra 979 til 991. Han var analfabet og ifølge bevarede dokumenter underskrev han med signetring. 
Han var rig, til dels gennem sit ægteskab med Marina, som var datter af den 22. doge Pietro 4. Candiano. De havde en søn, Maurizio.
Det lader til, at han først flyttede ind i dogepaladset i slutningen af sin embedstid. Det var stadig under genopbygning efter branden som ramte det under afsættelsen af Pietro 4. Candiano. I hans embedstid blev Markuskirken ved dekret dogens ejendom, en slags privatkapel hvor de kirkelige handlinger blev uddelegeret til kirkens primicerius. Den 7. juni 983 fornyede den tyske kejser Otto 2. de handelsprivilegier, som byen havde haft under mange tidligere doger.
Memmo døde i 991 og blev efterfulgt af Pietro 2. Orseolo.